# Sílvia Caballol Clemente
Sílvia Caballol Clemente (Súria, Bages, 1983) és una psicòloga clínica i novel·lista catalana.
Va estudiar psicologia a la Universitat Autònoma de Barcelona, i posteriorment va ampliar els seus estudis amb cursos sobre sexologia, i religió catòlica i islàmica, entre d'altres. Va viure a Barcelona fins que es va traslladar al Marroc amb el seu primer marit, amb qui va tenir tres fills. Els anys 2016 i 2017 va publicar dues novel·les eròtiques, on tocava el tema del satanisme.
Després de divorciar-se, Caballol va fixar la seva residència a Súria. En aquest moment, hauria conegut Xavier Novell, que n'era bisbe en aquell moment i amb qui va iniciar una relació sentimental en secret. L'estiu de 2021, Caballol va ser objecte de notícia i va aparèixer als mitjans per aquesta relació, que va motivar la renúncia de Novell al seu càrrec "per motius personals". La relació entre Caballol i Novell es va conèixer a través del lloc web Religión Digital, primer mitjà a publicar la notícia.
El setembre de 2021 es va conèixer que la parella s'havia assentat en un apartament a Manresa, i es van casar el vespre del 22 de novembre al jutjat de pau de Súria. El 7 d'abril de 2022 es feia públic que havien tingut bessones, i el 2 d'abril de 2024 que s'havien casat per l'església després que el papa Francesc li concedís a Novell la secularització.

## Obres
Caballol ha publicat dues novel·les:
- Trilogía amnesia (2016). Editorial Altera.
- El infierno en la lujuria de Gabriel (2017). Editorial Albores.